# Mike Swick
Mike Swick (Houston, Texas; 19 de junio de 1979) es un artista marcial mixto estadounidense que compitió en la categoría de peso wélter en Ultimate Fighting Championship.

## Carrera de artes marciales mixtas

### Ultimate Fighting Championship
En The Ultimate Fighter 1 Finale, Swick derrotó a Alex Schoenauer por nocaut en la primera ronda. Cuatro meses más tarde derrotaría a Gideon Ray por la misma vía en UFC Ultimate Fight Night en la primera ronda.
Swick se enfrentó a Steve Vigneault en UFC 58 por sumisión de guillotina en la primera ronda.
En UFC 60, sometió a Joe Riggs por guillotina en la primera ronda.
Su próximo rival fue David Loiseau en UFC 63. Swick derrotó a Loiseau por decisión unánime.
El 7 de abril de 2007 se enfrentó a Yushin Okami en UFC 69. Okami derrotó a Swick por decisión unánime. Tras la derrota, Swick decidió bajar a la categoría wélter.

#### Baja al peso wélter
Su primera rival en el peso wélter fue Josh Burkman en UFC Fight Night 12 al que derrotó por decisión mayoritaria. En junio del mismo año, Swick derrotó a Marcus Davis en UFC 85 por decisión unánime. A finales de año derrotó a Jonathan Goulet por nocaut en la primera ronda del evento UFC: Fight for the Troops.
En el 2009, Swick derrotó a Ben Saunders por nocaut técnico en la segunda ronda en UFC 99. Tras la actuación, Swick ganó el premio al KO de la Noche.
Swick se enfrentó a Dan Hardy en UFC 105 en una pelea por el contendiente número uno al título. Hardy derrotó a Swick por decisión unánime.
En UFC 109, Paulo Thiago sometió a Swick a través de una estrangulación D'arce en la segunda ronda.
Tras dos años de parón, Swick volvió para enfrentarse a DaMarques Johnson el 4 de agosto de 2012 en UFC on Fox 4. Swick derrotó a Johnson por nocaut en la segunda ronda. Tras la actuación, Swick ganó el premio al KO de la Noche.
El 8 de diciembre de 2012 en UFC on Fox 5, Matt Brown derrotó a Swick por nocaut en la segunda ronda.
Tras más de dos años sin pelear, Swick volvió para enfrentarse a Álex García en UFC 189 el 11 de julio de 2015. Swick perdió la pelea por decisión unánime.

## Vida privada
Swick se casó en septiembre de 2008.

## Campeonatos y logros
- Ultimate Fighting Championship
  - KO de la Noche (Dos veces)

## Récord en artes marciales mixtas
| Resultado | Récord | Oponente          | Método                          | Evento                             | Fecha                    | Ronda | Tiempo | Localización                     | Notas                                   |
| --------- | ------ | ----------------- | ------------------------------- | ---------------------------------- | ------------------------ | ----- | ------ | -------------------------------- | --------------------------------------- |
| Derrota   | 15–6   | Álex García       | Decisión (unánime)              | UFC 189                            | 11 de julio de 2015      | 3     | 5:00   | Las Vegas, Nevada                |                                         |
| Derrota   | 15–5   | Matt Brown        | KO (golpes)                     | UFC on Fox: Henderson vs. Diaz     | 8 de diciembre de 2012   | 2     | 2:31   | Seattle, Washington              |                                         |
| Victoria  | 15–4   | DaMarques Johnson | KO (golpes)                     | UFC on Fox: Shogun vs. Vera        | 4 de agosto de 2012      | 2     | 1:20   | Los Ángeles, California          | KO de la Noche.                         |
| Derrota   | 14–4   | Paulo Thiago      | Sumisión técnica (D'arce choke) | UFC 109                            | 6 de febrero de 2010     | 2     | 1:54   | Las Vegas, Nevada                |                                         |
| Derrota   | 14–3   | Dan Hardy         | Decisión (unánime)              | UFC 105                            | 14 de noviembre de 2009  | 3     | 5:00   | Mánchester                       | Eliminatoria por el título.             |
| Victoria  | 14–2   | Ben Saunders      | TKO (golpes)                    | UFC 99                             | 13 de junio de 2009      | 2     | 3:47   | Colonia                          | KO de la Noche.                         |
| Victoria  | 13–2   | Jonathan Goulet   | KO (golpes)                     | UFC: Fight for the Troops          | 10 de diciembre de 2008  | 1     | 0:33   | Fayetteville, Carolina del Norte |                                         |
| Victoria  | 12–2   | Marcus Davis      | Decisión (unánime)              | UFC 85                             | 7 de junio de 2008       | 3     | 5:00   | Londres                          |                                         |
| Victoria  | 11–2   | Josh Burkman      | Decisión (mayoritaria)          | UFC Fight Night: Swick vs. Burkman | 23 de enero de 2008      | 3     | 5:00   | Las Vegas, Nevada                | Debut en peso wélter.                   |
| Derrota   | 10–2   | Yushin Okami      | Decisión (unánime)              | UFC 69                             | 7 de abril de 2007       | 3     | 5:00   | Houston, Texas                   |                                         |
| Victoria  | 10–1   | David Loiseau     | Decisión (unánime)              | UFC 63                             | 23 de septiembre de 2006 | 3     | 5:00   | Anaheim, California              |                                         |
| Victoria  | 9–1    | Joe Riggs         | Sumisión (guillotine choke)     | UFC 60                             | 27 de mayo de 2006       | 1     | 2:19   | Los Ángeles, California          |                                         |
| Victoria  | 8–1    | Steve Vigneault   | Sumisión (guillotine choke)     | UFC 58                             | 4 de marzo de 2006       | 1     | 2:09   | Las Vegas, Nevada                |                                         |
| Victoria  | 7–1    | Gideon Ray        | KO (golpes)                     | UFC Ultimate Fight Night           | 6 de agosto de 2005      | 1     | 0:22   | Las Vegas, Nevada                |                                         |
| Victoria  | 6–1    | Alex Schoenauer   | KO (golpe)                      | The Ultimate Fighter 1 Finale      | 9 de abril de 2005       | 1     | 0:20   | Las Vegas, Nevada                |                                         |
| Derrota   | 5–1    | Chris Leben       | KO (golpe)                      | WEC 9                              | 16 de enero de 2004      | 2     | 0:45   | Lemoore, California              | Por el Campeonato de Peso Medio de WEC. |
| Victoria  | 5–0    | Butch Bacon       | KO (golpes)                     | ShootBox 1                         | 23 de agosto de 2003     | 1     | 0:26   | Orlando, Florida                 |                                         |
| Victoria  | 4–0    | Kengo Ura         | KO (rodillazo)                  | WEC 6                              | 27 de marzo de 2003      | 3     | 0:31   | Lemoore, California              |                                         |
| Victoria  | 3–0    | James Gabert      | Decisión (unánime)              | WEC 4                              | 31 de agosto de 2002     | 3     | 5:00   | Uncasville, Connecticut          |                                         |
| Victoria  | 2–0    | James Whitifield  | TKO (golpes)                    | NW Submission Fighting 1           | 4 de mayo de 2002        | 1     | 1:15   | Boise, Idaho                     |                                         |
| Victoria  | 1–0    | Victor Bell       | Sumisión (rear-naked choke)     | Power Ring Warriors                | 7 de noviembre de 1998   | 1     | 2:10   | Humble, Texas                    |                                         |